# Achelia boschi
Achelia boschi är en havsspindelart som beskrevs av Stock, J.H. 1992. Achelia boschi ingår i släktet Achelia och familjen Ammotheidae. Inga underarter finns listade i Catalogue of Life.